# CLUB ZIPANGU
「CLUB ZIPANGU」（クラブ・ジパング）は、2000年11月15日にソニー・ミュージックレコーズから発売された知念里奈の13枚目のシングル。「R・I・N・A」名義でリリース。

## 解説
日本テレビ系『AX MUSIC-FACTORY』AX POWER PLAY #006。リッキー・マーティン『She Bangs』のカバー。彼の来日の際にカバーの話が浮上。「今度は女性で。」という話から知念が抜擢された。

## 収録曲
作詞：康珍化／作曲：I.Blake/W.Afanasieff/D.Child／編曲：鳥山雄司
1. CLUB ZIPANGU
2. CLUB ZIPANGU （ORIENTA-LATINO Remix）
3. CLUB ZIPANGU （Backing Track）

## 収録アルバム

### CLUB ZIPANGU
- オリジナル・アルバム『breath』（2001年7月4日）
- ベスト・アルバム『Rina Chinen 20th Anniversary 〜Singles & My Favorites〜』（2017年2月8日）